# Ganodermataceae
Ganodermataceae is een botanische naam, voor een familie van schimmels. Volgens de Index Fungorum [15 maart 2009] bestaat de familie uit de volgende vier geslachten: Amauroderma, Ganoderma, Haddowia en Humphreya.
De dikrandtonderzwam (Ganoderma adspersum) en de platte tonderzwam (Ganoderma applanatum) zijn soorten uit deze familie.